# Sân bay quốc tế Toncontín
Sân bay quốc tế Tocontín hay Sân bay Teniente Coronel Hernán Acosta Mejía (IATA: TGU, ICAO: MHTG) là một sân bay phục vụ Tegucigalpa, Honduras. Sân bay có cự ly 6 km so với trung tâm Tegucigalpa.
Chương trình History Channel Sân bay nguy hiểm nhất xếp sân bay bày vào vị trí sân bay nguy hiểm thứ nhì thế giới.

## Hãng hàng không và tuyến bay

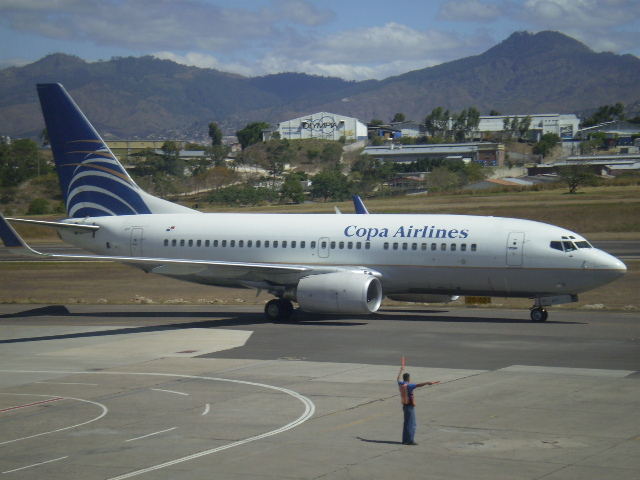
Một chiếc Boeing 737-700 của Copa Airlines tại Toncontín

| Hãng hàng không          | Các điểm đến                                                                     |
| ------------------------ | -------------------------------------------------------------------------------- |
| Aerolíneas Sosa          | La Ceiba                                                                         |
| American Airlines        | Miami                                                                            |
| AVIAC                    | La Ceiba, Roatán, San Lorenzo, San Pedro Sula                                    |
| Central American Airways | La Ceiba, San Pedro Sula                                                         |
| CM Airlines              | Puerto Lempira, Roatán, San Pedro Sula                                           |
| Continental Airlines     | Houston-Intercontinental                                                         |
| Copa Airlines            | Thành phố Panama, San José de Costa Rica                                         |
| Delta Air Lines          | Atlanta                                                                          |
| Isleña Airlines          | La Ceiba, San Pedro Sula                                                         |
| TACA Airlines            | Thành phố Guatemala, Miami, San José de Costa Rica, San Pedro Sula, San Salvador |

### Vận chuyển hàng hóas
| Hãng hàng không  | Các điểm đến        |
| ---------------- | ------------------- |
| DHL de Guatemala | Thành phố Guatemala |

## Tai nạn và sự cố
Sân bay Toncontín là một trong những nơi khó hạ cánh nhất thế giới, đặc biệt là trong điều kiện thời tiết xấu.
- Ngày 7 tháng 6 năm 1962, một chiếc Curtiss C-46 Commando, (HR-SAL), một chuyến bay chở hàng vận hành bởi SAHSA, hạ cánh khẩn cấp tại Toncontín khi càng má bị vỡ. Cả hai thành viên phi hành đoàn sống sót nhưng máy bay đã bị hư hỏng không thể sửa chữa.[1]
- Ngày 30 tháng 6 năm 1966, một chiếc Douglas DC-6, (HR-TNG), vận hành bởi Transportes Aéreos Nacionales chạy trượt khỏi đường băng khi hạ cánh và bị lửa thiêu rụi.[1]

- Ngày 20 tháng 2 năm 1967, một chiếc Douglas DC-6, (HR-SAS) vận hành bởi SAHSA chạy trượt đường băng khi cố hạ cánh ở đường băng 01 tại Toncontín. Theo báo cáo của phi hành đoàn, Theo báo cáo của phi hành đoàn, cơ chế đẩy ngược không thể hoạt động và phi công đã phải phanh gấp khiến hai lốp bánh bốc cháy. Trong số 50 hành khách và phi hành đoàn 5 trên máy bay, 4 thiệt mạng.[1]

- Ngày 25 tháng 11 năm 1969, một chiếc Douglas DC-3, (HR-ANA), vận hành bởi SAHSA rơi khi cố hạ cánh tại đường băng 01 ở Toncontín. Tất cả 15 hành khách và 3 phi hành đoàn sống sót.[1]

- Ngày 26 tháng 5 năm 1970, một chiếc de Havilland Heron vận hành bởi Aero Servicios rơi khi tiếp cận đường băng 19, cách đường băng 1,5 km. Máy bay nghiêng qua bên trái và rơi vào một thung lũng gần đó. Nguyên nhân vụ tai nạn do mất điều khiển do gió xoáy tại độ cao thấp. 4 hành khách và 2 phi hành đoàn thiệt mạng.[1]

- Năm 1982, một chiếc Douglas DC-9 của Aeropostal bị không tặc và hạ cánh tại Toncontín ban đêm.
- Ngày 25 tháng 2 năm 1989, một chiếc máy bay tư nhân Douglas DC-6 (HR-AKZ) đâm vào núi khi tiếp cận sân bay Toncontín và rơi. Tất cả 10 người trên máy bay thiệt mạng.[1]

- Ngày 12 tháng 10 năm 1989,  chuyến bay 414 của Tan-Sahsa, một chiếc Boeing 727-200  đang tiếp cận đường băng 01 tại Toncontín, rơi ở một đồi gần đó, khiến 127 trong số 146 người trên máy bay thiệt mạng. Nguyên nhân vụ tai nạn do lỗi phi công xem thường quy trình hạ cánh.[1]

- Ngày 1 tháng 4 năm 1997, một chiếc C-130 chở hàng của Không quân Hoa Kỳ vượt quá đường băng tại Toncontín và chạy đến một giao lộ đường cao tốc dân sự và bốc cháy.[1]

- Ngày 30 tháng 4 năm 2008, một chiếc Airbus A320 thuộc chuyến bay 390 của TACA đã chạy trượt đường băng sau khi hạ cánh vào đường băng số 2 tại Toncontín. Máy bay lao 20 m xuống một bờ kè và dừng trên đường bộ. 3 trong số 124 người trên mặt đất thiệt mạng.[1]

- Ngày 14 tháng 2 năm 2011, chuyếnbay 731 của Central American Airways, một chiếc Let L-410 Turbolet, rơi khi đang đến Toncontin, cách sân bay 20 km, ở Las Mesitas, Municipio de Santa Ana. Tất cả 14 người trên máy bay thiệt mạng.